# Båtmössa m/1960

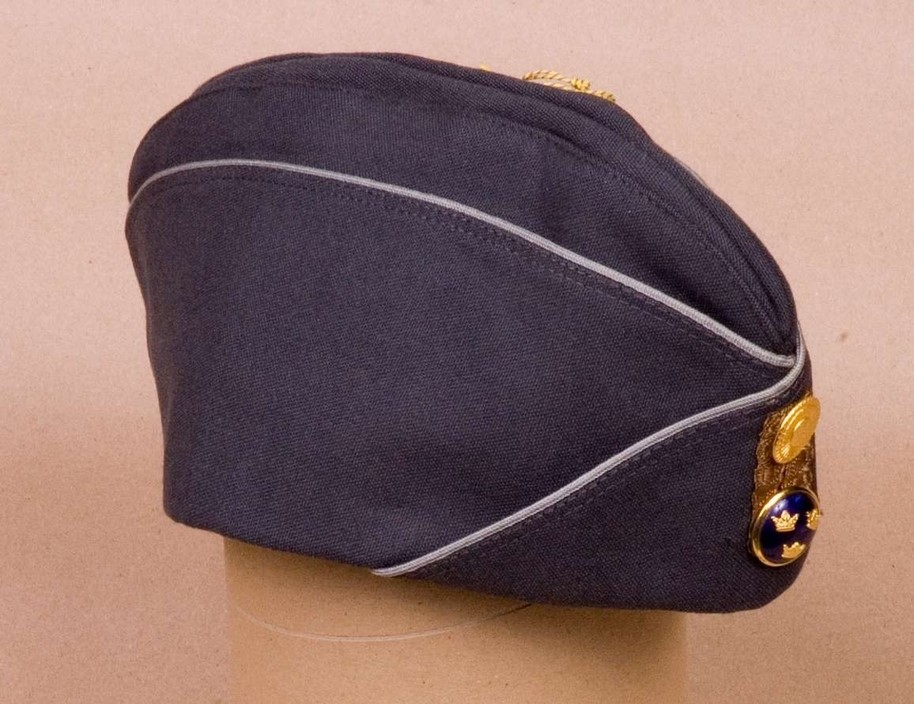
Båtmössa m/1960 för generalsperson

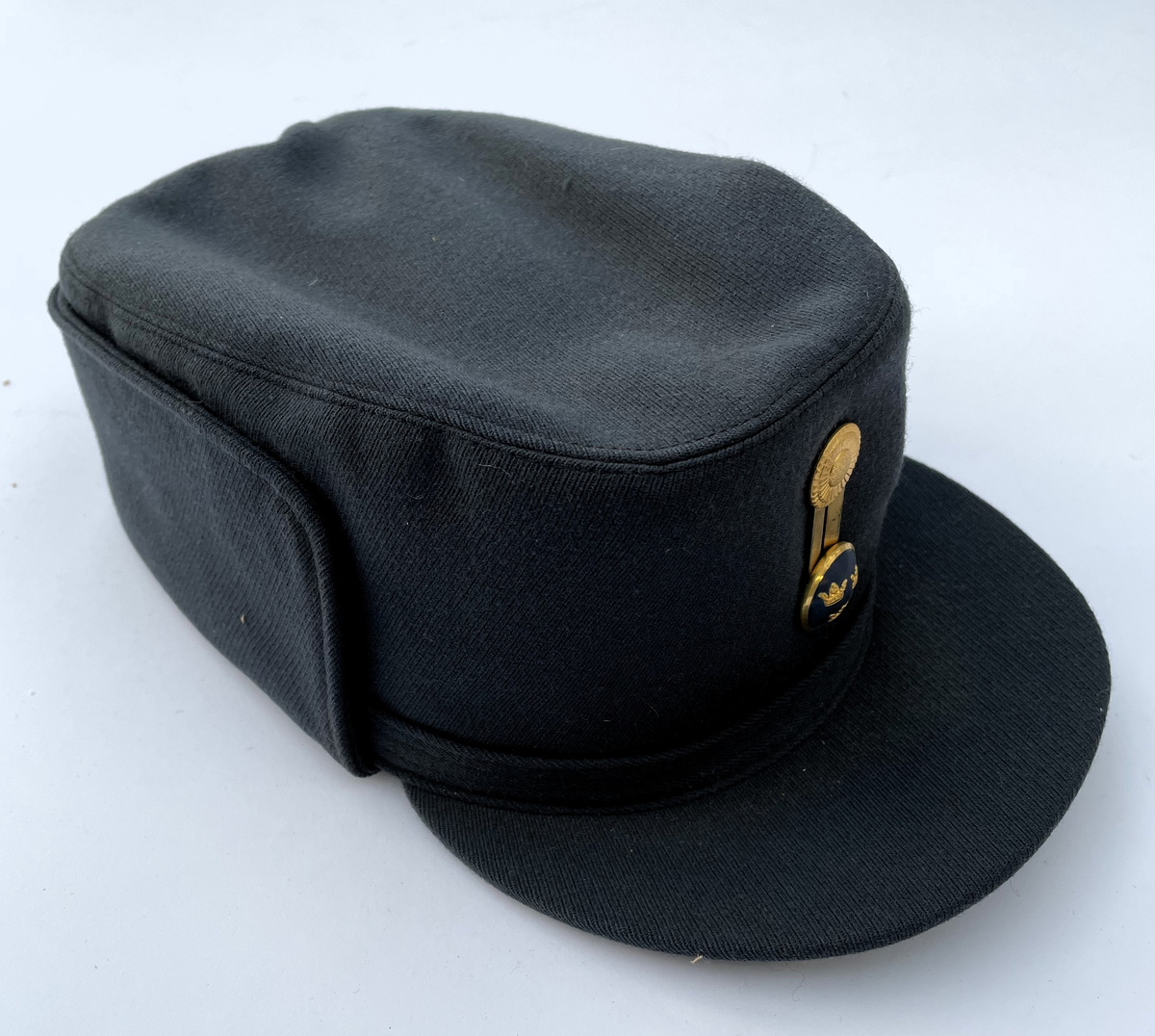
Vintermössa m/1960 med skärm.

Båtmössa m/1960 var en båtmössa som användes inom den svenska Försvarsmakten till uniform m/1960 samt uniform m/1987. Båtmössan bars av samtliga inom Armén som huvudbonad till dessa uniformer med undantag av de förband som bar basker vilka istället bar baskermössa m/1960 (baskermössa m/1952 vid FJS). För personal av lägst plutonsbefäls grad var båtmössan tillåtet alternativ till skärmmössa. 
Båtmössans föregångare var permissionsmössa m/1952. Vintertid användes vintermössa m/1960 (se nedan). Från införandet av 2003 års utgåva av Uniformsreglemente för Försvarsmakten (UniR FM 2003) bär samtliga förband basker och härigenom har båtmössa m/1960 kommit ur bruk. 

## Utseende
Mössan är utförd som en båtmössa med passpoaler; mössans grundfärg och färgen på passpoalen varierade beroende på förband. För personal med lägst furirs grad anbringades kokard m/1865-1960, för värnpliktiga under grundutbildning nationalitetsmärke m/1941 samt kompani-/skvadronmärke och för övrig personal anbringades nationalitetsmärke m/1941 samt knapp m/1939-1960. Infanteriförband utom I 1, I 3 och I 4 anbringade dessutom förbandstecken på båtmössans vänstra sida.
Färger på båtmössa m/1960:
| I 1 | Svea livgarde              | Mörkblått tyg   | Gul passpoal    |
| I 3 | Livregementets grenadjärer | Mörkblått tyg   | Vit passpoal    |
| I 4 | Livgrenadjärregementet     | Mörkblått tyg   | Röd passpoal    |
| K 1 | Livgardets dragoner        | Mellanblått tyg | Vit passpoal    |
| K 3 | Livregementets husarer     | Mörkblått tyg   | Vit passpoal    |
|     | Övriga förband             | Stålgrått tyg   | Gråblå passpoal |

### Vintermössa m/1960
Vintertid användes vintermössa m/1960 istället för båtmössa m/1960. Vintermössan var identisk med båtmössan bortsett från att den var försedd med foder och öronskydd.